# 特柳賴德 (內華達州)
特柳賴德（英語：Telluride）是位於美國內華達州蘭德縣的鬼鎮。

## 地理
特柳賴德所處的海拔為高於海平面1751米（即5745英呎），而該地所採用的時區為UTC-8，即太平洋时区（PST）。同時該地設有夏令時間，為UTC-8調快一小時，即UTC-7（PDT）。